# Jafa an-Naserije
Jafa an-Naserije (hebr. יפיע; arab. يافة الناصره; ang. Yafa an-Naseriyye) – samorząd lokalny położony w Dystrykcie Północnym, w Izraelu.
Niewielka arabska miejscowość w Dolnej Galilei. Dużym walorem Jafa an-Naserije jest atrakcyjne turystycznie otoczenie wzgórz masywu Hare Nacerat oraz sąsiedztwo miasta Nazaret.

## Położenie
Miejscowość Jafa an-Naserije jest położona w zachodnim skraju masywu górskiego Hare Nacerat w Dolnej Galilei, na północy Izraela. W jej otoczeniu znajdują się miasta Nazaret i Migdal ha-Emek, moszaw Tel Adaszim, kibuce Mizra, Ginnegar i Kefar ha-Choresz. Miejscowość jest częścią obszaru metropolitalnego Nazaretu.
Jafa an-Naserije jest położone w Poddystrykcie Jezreel, w Dystrykcie Północnym Izraela.

## Środowisko naturalne
Miejscowość leży na wysokości od 295 do 400 metrów n.p.m. w zachodnim skraju masywu górskiego Hare Nacerat (ok. 400 m n.p.m.). Na południe od miejscowości teren stromo opada 200 metrów niżej do intensywnie użytkowanej rolniczo Doliny Jezreel. Spływa tędy strumień Mizra. Po stronie zachodniej wznoszą się zalesione wzgórza Har Bahran (438 m n.p.m.), Har Cameret (470 m n.p.m.) i Giwat Jifa (430 m n.p.m.). Okoliczne wzgórza są częściowo zalesione.

## Historia
Miejscowość jest utożsamiana z biblijnym miastem Jafia (hebr. יפיע), które po podboju Kanaanu przez Żydów zostało przyznane pokoleniu Zabulona. Lokalna tradycja twierdzi, że mieszkał tutaj Zebedeusz, ojciec apostołów Jakuba i Jana. W czasie wojny żydowsko-rzymskiej miasto było jednym z ważnych ośrodków żydowskiego oporu. Zostało ono ufortyfikowane przez Józefa Flawiusza, i po ciężkiej walce zdobyte w 67 roku przez wojska Tytusa Flawiusza. Rzymianie całkowicie zniszczyli miasto. Badania archeologiczne odsłoniły między innymi pozostałości starożytnej synagogi z tego okresu.
W późniejszym okresie istniała tutaj niewielka wioska, w której mieszkała społeczność chrześcijańska, a później arabska. Pochodzący z 1881 roku opis przedstawia ją, jako „umiarkowanej wielkości miejscowość o silnej pozycji wpływającej na obszar od Nazaretu do Jubata”. Na początku XX wieku zamieszkali w niej członkowie beduińskiego plemienia al-Hazalin. Po I wojnie światowej w 1918 roku wraz z całą Palestyną wioska przeszła pod panowanie Brytyjczyków. Utworzyli oni w 1921 roku Brytyjski Mandat Palestyny. W poszukiwaniu skutecznego rozwiązania narastającego konfliktu izraelsko-arabskiego w dniu 29 listopada 1947 roku została przyjęta Rezolucja Zgromadzenia Ogólnego ONZ nr 181. Zakładała ona między innymi, że wioska Jafa an-Naserije miała znaleźć się w granicach nowo utworzonego państwa arabskiego. Arabowie odrzucili tę Rezolucję i dzień później doprowadzili do wybuchu wojny domowej w Mandacie Palestyny. W trakcie jej trwania rejon wioski zajęły siły Arabskiej Armii Wyzwoleńczej, które paraliżowały żydowską komunikację w rejonie. Podczas I wojny izraelsko-arabskiej w trakcie operacji „Dekel” w lipcu 1948 roku wioskę zajęły wojska izraelskie. W odróżnieniu od wielu wiosek w Galilei, Izraelczycy nie wysiedlili jednak mieszkańców Jafy. Dzięki temu zachowała ona swoją arabską tożsamość. Po wojnie osiedlili się tutaj mieszkańcy zniszczonych arabskich wiosek Malul i Al-Mudżajdil. W 1960 roku otrzymała status samorządu lokalnego.

### Nazwa
Arabska nazwa nawiązuje do nadmorskiej miejscowości Jafa, i dla odróżnienia dodaje an-Naserije, czyli Jafa z Nazaretu. Odnośnie do etymologii słowa Jafa albo Jafo występują różnorodne koncepcje. Niektórzy uważają, że wywodzi się ono od hebrajskich słów jafah lub jofi oznaczających piękny lub piękno. Natomiast lokalna tradycja wskazuje na Jafeta, syna Noego, który miał założyć to nadmorskie miasto (obecnie dzielnica miasta Tel Awiw-Jafa).

## Demografia
Zgodnie z danymi Izraelskiego Centrum Danych Statystycznych w 2012 roku w Jafa an-Naserije żyło prawie 17,7 tys. mieszkańców, w 80,5% Arabowie muzułmanie i 19,5% Arabowie chrześcijanie. Jest to niewielkie miasteczko, którego populacja charakteryzuje się niewielkim, lecz stałym wzrostem liczebności. Według danych z 2011 roku przyrost naturalny w porównaniu do poprzedniego roku wyniósł 2,6%. W roku tym urodziło się 334 dzieci, a zmarło 59 osób (odnotowano 2 zgony niemowląt). Według danych za 2010 rok liczba zatrudnionych pracowników wynosiła 5317, a liczba osób pracujących na własny rachunek wynosiła 486. Średnie miesięczne wynagrodzenie w 2010 roku wynosiło 5150 ILS (średnia krajowa 7522 ILS). Zasiłki dla bezrobotnych pobierało 97 osób, w tym 73 mężczyzn (średni wiek: 42 lata). Świadczenia emerytalne oraz rentowe pobierało 772 osób, a zapomogi społeczne 1308 osób.
| Wiek (w latach) | Procent populacji w % |
| --------------- | --------------------- |
| 0 – 4           | 10,4                  |
| 5 – 9           | 10,7                  |
| 10 – 14         | 11,9                  |
| 15 – 19         | 10,5                  |
| 20 – 29         | 15,8                  |
| 30 – 44         | 20,8                  |
| 45 – 59         | 13,3                  |
| 60 – 64         | 2,0                   |
| 65 –            | 4,5                   |

Źródło danych: Central Bureau of Statistics.

## Symbole
Herb Jafa an-Naserije został przyjęty w 1970 roku. Widnieje na nim kłos pszenicy, kielnia i młotek, jako wyobrażenia zawodów wykonywanych przez mieszkańców miejscowości. Dodatkowo, na herbie widnieje nazwa miasta w języku arabskim i hebrajskim. Oficjalna flaga miasta jest w kolorze niebieskim z białym herbem pośrodku.

## Gospodarka
Lokalna gospodarka opiera się głównie na handlu i rzemiośle. Część mieszkańców dojeżdża do pracy w pobliskich strefach przemysłowych, najczęściej przy sąsiednim mieście Migdal ha-Emek. Około 5% mieszkańców pracuje w rolnictwie, 60% w przemyśle, oraz 35% w usługach i handlu.

## Infrastruktura
W miejscowości nie ma szpitala, jednak w sąsiednim Nazarecie są zlokalizowane Szpital Świętej Rodziny (tzw. Włoski Szpital), Szpital Nazaret (tzw. Angielski Szpital) oraz Szpital św. Wincenta à Paulo (tzw. Francuski Szpital). W Jafa an-Naserije znajdują się jedynie przychodnie zdrowia.

## Transport
Miejscowość leży przy jednej z najważniejszych arterii komunikacyjnej Doliny Jezreel, co wywiera korzystny wpływ na jego rozwój. Przez samo jego centrum  przechodzi droga nr 75, którą jadąc na północny wschód dojeżdża się do Nazaretu i skrzyżowania z drogą nr 60, lub jadąc na zachód do miasta Migdal ha-Emek. Głównym środkiem transportu publicznego są dalekobieżne autobusy linii Egged i lokalne autobusy linii Kavim. Przez cały dzień autobusy regularnie odjeżdżają do Nazaretu, Afuli i Hajfy. W 2011 roku w mieście było zarejestrowanych 4984 pojazdów silnikowych, w tym 3820 samochodów osobowych (średnia wieku samochodów prywatnych wynosiła 11 lat). W roku tym w mieście doszło do 18 wypadków drogowych.
Izraelski rząd przyjął plan budowy linii kolejowej Rakewet Jisra’el, która ma w przyszłości połączyć Hajfę z Nazaretem. Początkowo zakładano, że linia będzie obsługiwać jedynie lekkie pociągi pasażerskie, jednak w 2011 roku zdecydowano, że będą tędy także jeździć ciężkie pociągi towarowe. Linia kolejowa będzie przebiegać wzdłuż południowej granicy miasta i Jafa an-Naserije prawdopodobnie będzie mieć własną stację kolejową.
W odległości 8 km na południe od miasta znajduje się port lotniczy Megiddo. Mogą na nim lądować niewielkie prywatne samoloty. Natomiast 19 km na północny zachód znajduje się duży port lotniczy Hajfa obsługujący połączenia międzynarodowe.

## Architektura

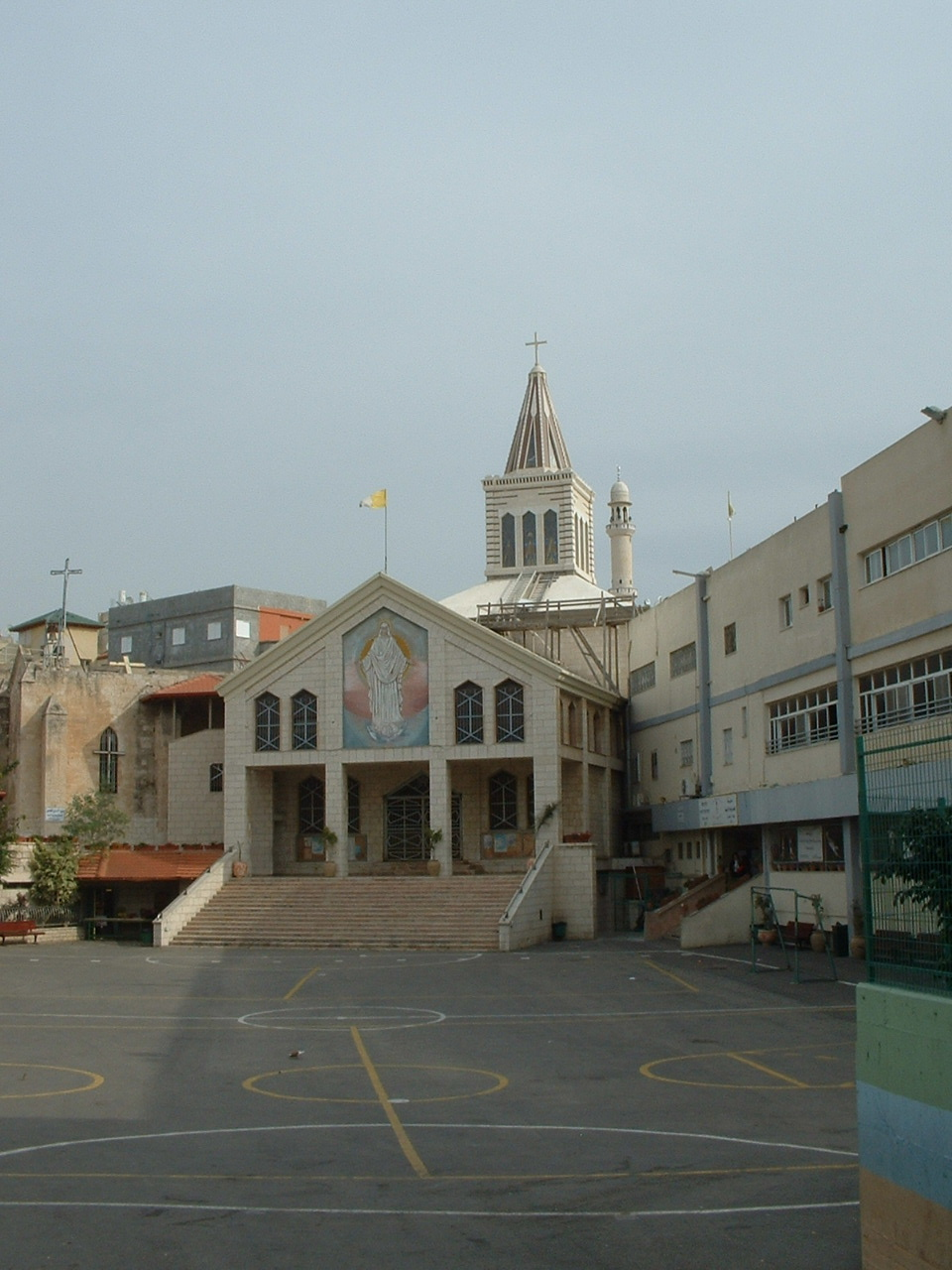
Katolicki kościół św. Jana w Jafa an-Naserije

Pierwotnie była to wieś rolnicza, jednak wraz ze wzrostem liczebności mieszkańców zaprzestano gospodarki rolnej. Kolejne domy budowano w sposób chaotyczny, bez zintegrowanej infrastruktury, która umożliwiałaby korzystanie z budynków publicznych i usług komunalnych. Miejscowość posiada kilka osiedli, które pierwotnie były odrębnymi wioskami: Ras Ismail, Um el-Adcham, Mrach el-Dżuzlan, el-Amair, el-Almani, Manzel Rnur, el-Madaries, el-Lakalum, Wadi el-Chareji, el-Balad, Alsira, el-Amal, al-Bajader, Alajn, al-Dżabal, el-Szimali i Mar Ja'akub.

## Edukacja
Zgodnie z danymi Izraelskiego Centrum Danych Statystycznych w Jafa an-Naserije mieści się 9 przedszkoli oraz 6 szkół – w tym 4 szkoły podstawowe, szkoła edukacji specjalnej i jedna prywatna szkoła chrześcijańska. W 2011 roku w 141 klasach szkolnych uczyło się ponad 4,1 tys. uczniów, w tym prawie 2,4 tys. w szkołach podstawowych. Średnia liczba uczniów w klasie wynosiła 28.

## Religia
Ponieważ jest to miejscowość zamieszkała przez muzułmanów i chrześcijan, dlatego są tutaj meczety (stary meczet, meczet al-Rahma, meczet Omara el-Muchtar) i kościoły (kościół baptystów, trzy kościoły katolickie, w tym pod wyzwaniem św. Jana, oraz greckokatolicka cerkiew). Zauważalny jest jednak systematyczny proces spadku liczebności chrześcijan.

## Wojsko
Na północny zachód od miasteczka znajduje się baza wojskowa Ma’alul.